# Luca Waldschmidt
Gian-Luca Waldschmidt (Siegen, 19 maggio 1996) è un calciatore tedesco, attaccante del Colonia.

## Carriera

### Club
Nel maggio 2018 è stato acquistato dal Friburgo, che ha pagato i 5 milioni € della clausola rescissoria, prelevandolo dall'Amburgo.
Il 14 agosto 2020 viene ceduto al Benfica.
Il 22 agosto 2021 fa ritorno in patria firmando per il Wolfsburg.

### Nazionale
Con la nazionale under-21 è giunto al secondo posto ai campionati europei di categoria di Italia 2019 dove, però, si laureato capocannoniere del torneo con 7 reti, stabilendo il nuovo primato di marcature realizzate in un torneo, scavalcando il connazionale Pierre Littbarski, fermatosi a quota 6 nel 1982.

## Statistiche

### Presenze e reti nei club
Statistiche aggiornate al 23 febbraio 2025.
| Stagione                     | Squadra                      | Campionato                   | Campionato | Campionato | Coppe nazionali | Coppe nazionali | Coppe nazionali | Coppe continentali | Coppe continentali | Coppe continentali | Altre coppe | Altre coppe | Altre coppe | Totale | Totale |
| Stagione                     | Squadra                      | Comp                         | Pres       | Reti       | Comp            | Pres            | Reti            | Comp               | Pres               | Reti               | Comp        | Pres        | Reti        | Pres   | Reti   |
| ---------------------------- | ---------------------------- | ---------------------------- | ---------- | ---------- | --------------- | --------------- | --------------- | ------------------ | ------------------ | ------------------ | ----------- | ----------- | ----------- | ------ | ------ |
| 2013-2014                    | Eintracht Francoforte II     | RL                           | 2          | 1          | -               | -               | -               | -                  | -                  | -                  | -           | -           | -           | 2      | 1      |
| 2014-2015                    | Eintracht Francoforte        | BL                           | 3          | 0          | CG              | 0               | 0               | -                  | -                  | -                  | -           | -           | -           | 3      | 0      |
| 2015-2016                    | Eintracht Francoforte        | BL                           | 12         | 0          | CG              | 2               | 1               | -                  | -                  | -                  | -           | -           | -           | 14     | 1      |
| Totale Eintracht Francoforte | Totale Eintracht Francoforte | Totale Eintracht Francoforte | 15         | 0          |                 | 2               | 1               |                    | -                  | -                  |             | -           | -           | 17     | 1      |
| 2016-2017                    | Amburgo II                   | RL                           | 5          | 4          | -               | -               | -               | -                  | -                  | -                  | -           | -           | -           | 5      | 4      |
| 2017-2018                    | Amburgo II                   | RL                           | 1          | 0          | -               | -               | -               | -                  | -                  | -                  | -           | -           | -           | 1      | 0      |
| Totale Amburgo II            | Totale Amburgo II            | Totale Amburgo II            | 6          | 4          |                 | -               | -               |                    | -                  | -                  |             | -           | -           | 6      | 4      |
| 2016-2017                    | Amburgo                      | BL                           | 14         | 1          | CG              | 2               | 1               | -                  | -                  | -                  | -           | -           | -           | 16     | 2      |
| 2017-2018                    | Amburgo                      | BL                           | 21         | 1          | CG              | 1               | 0               | -                  | -                  | -                  | -           | -           | -           | 22     | 1      |
| Totale Amburgo               | Totale Amburgo               | Totale Amburgo               | 35         | 2          |                 | 3               | 1               |                    | -                  | -                  |             | -           | -           | 38     | 3      |
| 2018-2019                    | Friburgo                     | BL                           | 30         | 9          | CG              | 2               | 0               | -                  | -                  | -                  | -           | -           | -           | 32     | 9      |
| 2019-2020                    | Friburgo                     | BL                           | 23         | 7          | CG              | 1               | 1               | -                  | -                  | -                  | -           | -           | -           | 19     | 6      |
| Totale Friburgo              | Totale Friburgo              | Totale Friburgo              | 53         | 16         |                 | 3               | 1               |                    | -                  | -                  |             | -           | -           | 56     | 17     |
| 2020-2021                    | Benfica                      | PL                           | 27         | 7          | CP+CL           | 4+1             | 2+0             | UCL+UEL            | 0+8                | 0+1                | SP          | 1           | 0           | 41     | 10     |
| ago. 2021                    | Benfica                      | PL                           | 2          | 2          | CP+CL           | 0+0             | 0+0             | UCL                | 0                  | 0                  | -           | -           | -           | 2      | 2      |
| Totale Benfica               | Totale Benfica               | Totale Benfica               | 29         | 9          |                 | 5               | 2               |                    | 8                  | 1                  |             | 1           | 0           | 43     | 12     |
| 2021-2022                    | Wolfsburg                    | BL                           | 14         | 1          | CG              | 0               | 0               | UCL                | 3                  | 0                  | -           | -           | -           | 17     | 1      |
| 2022-2023                    | Wolfsburg                    | BL                           | 18         | 4          | CG              | 2               | 1               | -                  | -                  | -                  | -           | -           | -           | 20     | 5      |
| Totale Wolfsburg             | Totale Wolfsburg             | Totale Wolfsburg             | 32         | 5          |                 | 2               | 1               |                    | 3                  | 0                  |             | -           | -           | 37     | 6      |
| 2023-2024                    | Colonia                      | BL                           | 22         | 3          | CG              | 2               | 0               | -                  | -                  | -                  | -           | -           | -           | 24     | 3      |
| 2024-2025                    | Colonia                      | 2L                           | 19         | 3          | CG              | 3               | 2               | -                  | -                  | -                  | -           | -           | -           | 22     | 5      |
| Totale Colonia               | Totale Colonia               | Totale Colonia               | 41         | 6          |                 | 5               | 2               |                    | -                  | -                  |             | -           | -           | 46     | 8      |
| Totale carriera              | Totale carriera              | Totale carriera              | 213        | 43         |                 | 20              | 8               |                    | 11                 | 1                  |             | 1           | 0           | 245    | 52     |

### Cronologia presenze e reti in nazionale
| Cronologia completa delle presenze e delle reti in nazionale ― Germania | Cronologia completa delle presenze e delle reti in nazionale ― Germania | Cronologia completa delle presenze e delle reti in nazionale ― Germania | Cronologia completa delle presenze e delle reti in nazionale ― Germania | Cronologia completa delle presenze e delle reti in nazionale ― Germania | Cronologia completa delle presenze e delle reti in nazionale ― Germania | Cronologia completa delle presenze e delle reti in nazionale ― Germania | Cronologia completa delle presenze e delle reti in nazionale ― Germania |
| Data                                                                    | Città                                                                   | In casa                                                                 | Risultato                                                               | Ospiti                                                                  | Competizione                                                            | Reti                                                                    | Note                                                                    |
| ----------------------------------------------------------------------- | ----------------------------------------------------------------------- | ----------------------------------------------------------------------- | ----------------------------------------------------------------------- | ----------------------------------------------------------------------- | ----------------------------------------------------------------------- | ----------------------------------------------------------------------- | ----------------------------------------------------------------------- |
| 9-10-2019                                                               | Dortmund                                                                | Germania                                                                | 2 – 2                                                                   | Argentina                                                               | Amichevole                                                              | -                                                                       |                                                                         |
| 13-10-2019                                                              | Tallinn                                                                 | Estonia                                                                 | 0 – 3                                                                   | Germania                                                                | Qual. Euro 2020                                                         | -                                                                       | 66’                                                                     |
| 16-11-2019                                                              | Mönchengladbach                                                         | Germania                                                                | 4 – 0                                                                   | Bielorussia                                                             | Qual. Euro 2020                                                         | -                                                                       |                                                                         |
| 7-10-2020                                                               | Colonia                                                                 | Germania                                                                | 3 – 3                                                                   | Turchia                                                                 | Amichevole                                                              | 1                                                                       |                                                                         |
| 11-11-2020                                                              | Berlino                                                                 | Germania                                                                | 1 – 0                                                                   | Rep. Ceca                                                               | Amichevole                                                              | 1                                                                       |                                                                         |
| 14-11-2020                                                              | Lipsia                                                                  | Germania                                                                | 3 – 1                                                                   | Ucraina                                                                 | UEFA Nations League 2020-2021 - 1º turno                                | -                                                                       | 86’                                                                     |
| 17-11-2020                                                              | Siviglia                                                                | Spagna                                                                  | 6 – 0                                                                   | Germania                                                                | UEFA Nations League 2020-2021 - 1º turno                                | -                                                                       | 61’                                                                     |
| Totale                                                                  |                                                                         | Presenze                                                                | 7                                                                       |                                                                         | Reti                                                                    | 2                                                                       |                                                                         |

## Palmarès

### Club
- Campionato tedesco di seconda divisione: 1

Colonia: 2024-2025

### Individuale
- Scarpa d'oro dell’Europeo Under-21: 1

Italia-San Marino 2019 (7 gol)
- Squadra del torneo dell’Europeo Under-21: 1

Italia-San Marino 2019